# Brider
Brider (från franskans bride = betsel) var intill hattbrättets undersida intill kullen fastsatta hakband, som brukades på damhattarna från 1820-talets slut.
Brider kunde knytas under hakan men hängde oftast fritt. De på 1820–1870-talet mycket använda innemössorna, som mer hade karaktär av hårklädsel hade även efter kinderna nedhängande band, ofta i tyll eller spets, vilka kallades barber.